# Bloodborne
Bloodborne (с англ. — «Передающийся через кровь») (яп. ブラッドボーン Бураддобо:н, в России издаётся под названием «Bloodborne: Порождение крови») — компьютерная игра в жанре Action/RPG, разработанная совместно японскими компаниями FromSoftware и SCE Japan Studio эксклюзивно для игровой приставки PlayStation 4 под руководством геймдизайнера Хидэтаки Миядзаки. Выпуск игры состоялся 24 марта 2015 года. 24 ноября того же года состоялся релиз единственного дополнения к игре — Bloodborne: The Old Hunters.
Действие игры начинается в охваченном эпидемией чумы вымышленном городе Ярнам, созданном в викторианско-готическом стиле. Игрок принимает управление за странника, который прибыл в город для излечения своей болезни, но стал так называемым «охотником» вследствие местного ритуала переливания крови. Сюжет игры, подобно предыдущим играм FromSoftware, не объясняется напрямую, поэтому одной из основных целей игрока остаётся исследование игровых локаций и уничтожение «добычи» — боссов.
Bloodborne была высоко оценена игроками и критиками. Из положительных сторон выделяют: проработанный дизайн игровых локаций, персонажей и игровых предметов; динамичные и продуманные сражения, «ускоренные» по сравнению с предыдущими играми FromSoftware. К минусам относят ограниченный выбор оружия и некоторые проблемы с загрузкой локаций на момент релиза игры.

## Игровой процесс
Bloodborne — компьютерная игра в жанре Action/RPG с видом от третьего лица. Игра является идейным наследником предыдущих игр FromSoftware: Demon's Souls и Dark Souls. Bloodborne сохранила высокий уровень сложности и содержит минимальное количество подсказок и наставлений со стороны разработчиков. Непосредственно сюжетная история игры в целом подаётся преимущественно через описания внутриигровых предметов, диалоги немногочисленных персонажей и дизайн уровней. В самом начале игрок создаёт своего персонажа, выбирая ему пол, имя, возраст, настраивая внешность. Протагонист является охотником на монстров, цель которого — уничтожение чудовищ и исследование окружающего мира. Подобно предыдущим играм, основным источником опыта для прохождения является смерть: то есть, чтобы убить босса требуется изучить его особенности, но для достижения этих знаний потребуются определённое количество попыток. В случае смерти, накопленные отголоски крови, местную игровую валюту, можно вернуть либо убив монстра, подобравшего отголоски, либо подобрав рядом с местом гибели. Однако, в случае повторной смерти, не вернув отголоски крови, игрок теряет возможность их возврата.
Главный герой вооружён огнестрельным оружием в левой руке и холодным оружием в правой. Огнестрельное наносит небольшой урон, но способно оглушить противника при выстреле в момент нанесения удара противником. Главной особенностью всех видов холодного оружия охотников является наличие двух форм, быстро переключаемых между собой. Каждая форма имеет собственные характеристики и технику использования. Улучшить оружие можно самоцветами, при помощи которых увеличивается физический урон или добавляется урон от огня или электричества (молнии). Схожим образом с помощью рун можно улучшить различные показатели персонажа, например, сопротивляемость к отравлению или максимальное количество пузырьков крови. С помощью пузырьков крови и других лечащих предметов игрок может восполнить запас здоровья.
Игра начинается в мрачном готическом городе Ярнам. В отличие от предыдущих игр, часть персонажей скрывается за дверями и окнами городских локаций. Локации, включая Ярнам, обладают большим количеством скрытых путей, сокращающих расстояния между ключевыми точками, одной из которых является лампа — аналог костра из Dark Souls. Она переносит игрока на нейтральную локацию «Сон охотника», где можно торговать, повышать уровни игровых показателей и быстро перемещаться к найденным фонарям. Сохранилась псевдо-мультиплеерная составляющая игры: игрок может призвать на помощь до двух игроков из других игровых сессий для совместного прохождения, а также к игроку могут вторгнуться враждебно настроенные игроки с целью его убийства.
Bloodborne обладает рядом автоматически генерируемых подземелий (англ. Chalice Dungeon), являющихся необязательными для посещения, но значительно увеличивающих геймплей игры за счёт неограниченной реиграбельности локаций. В нейтральной локации «Сон охотника» после выполнения игроком специального ритуала у одного из нужных надгробий игра генерирует случайное подземелье из заранее заготовленных блоков. Для проведения ритуала требуется нахождение редких чаш и дополнительных расходных материалов. Целью их прохождения является зачистка созданной локации от врагов, нахождение и убийство босса.
В игре присутствует система достижений либо трофеев (англ. Achievements), которые заключаются в выполнении игроком различных условий. Всего в игре их насчитывается 34 штуки. Большинство из них связано с прохождением основной сюжетной линии либо с выполнением побочных заданий. Каждый из трофеев относится к одной из групп: бронза, серебро или золото. Также имеется одно платиновое достижение[значимость факта?].

## Сюжет
Подобно играм серии Dark Souls, Bloodborne отличается сложным и запутанным повествованием, многие детали которого скрыты от игрока; ожидается, что игрок будет исследовать игру, вдумчиво читать описания предметов и осмыслять найденную информацию, и даже при этом многое остаётся недосказанным. События игры можно описать как часть длинной истории, описывающей появление на свет нового богоподобного существа, одного из «Великих» (англ. The Great Ones), причём многие события, ведущие к этому рождению, к началу игры уже произошли. Великие, напоминающие Древних из «Мифов Ктулху» Лавкрафта, — существа из иных измерений, чьё могущество основано на неизвестных человеку источниках, а цели не могут быть постигнуты разумом. В игре появляются потусторонние измерения — «сны» Великих, между которыми игровой персонаж может путешествовать во плоти, и возможно, что и реальный мир в игре является не более чем кошмаром одного из Великих.
Действие игры разворачивается в вымышленном городе Ярнам (англ. Yharnam), прославленным своей медициной и, в частности, чудодейственным переливанием крови, будто бы способным излечить любую болезнь. Многие безнадёжные больные отправлялись в паломничество в Ярнам — именно таким образом в город попал и созданный игроком персонаж. Однако в самом городе свирепствует эпидемия, превращающая людей в чудовищ, и в обмен на спасительное переливание крови герой должен подписать контракт — стать охотником и уничтожать чудовищ, угрожающих Ярнаму. Если герою не удастся прекратить распространение чудовищ, ночь над городом будет длиться вечно. Домом для охотников является потусторонний «Сон охотника» — безопасное место, откуда охотники делают вылазки на улицы города. Герою помогают обитатели «Сна охотника» — прикованный к инвалидной коляске Первый охотник Герман, ожившая Кукла и «Посланники» — миниатюрные обитатели снов, напоминающие недоношенных младенцев. Охотники боролись с эпидемией на протяжении долгого времени — когда на улицах становилось слишком много заражённых, охотники выходили в город и истребляли их. В прошлом существовало много организаций охотников, как, например, служащие Церкви Исцеления охотники под началом Людвига или Палачи, попытавшиеся очистить замок Кейнхёрст от упивавшихся кровью аристократов, но ко времени игры охотников в Ярнаме почти не осталось.
В далёком прошлом на месте, где стоит Ярнам, процветала цивилизация птумериан — они построили разветвлённые подземные лабиринты под городом, доступные в игре как «Подземелья Чаши» (англ. Chalice Dungeons). Птумерианам удалось вступить в контакт с богоподобными космическими сущностями — Великими, и останки нескольких Великих находятся в подземельях под городом. Птумерианская королева по имени Ярнам зачала ребёнка от одного из Великих — Идона (англ. Oedon) — но потеряла дитя во время беременности; это дитя по имени Мерго (англ. Mergo), если бы оно успешно родилось, стало бы новым Великим. Наследием птумериан занимались учёные из колледжа Бюргенверт (англ. Byrgenwerth). Они обнаружили в гробницах птумериан «святого медиума», раскрывшего современным людям тайну «кровослужения» — это могла быть сама королева Ярнам, кровь её потерянного ребёнка Мерго или же существо по имени Ибраитас (англ. Ebrietas), одно из Великих. В то время как ректор Бюргенверта Виллем выступал против кровослужения и пытался постичь Великих с помощью внутренних «глаз», его ученик Лоуренс предал колледж и основал Церковь Исцеления, которая занималась переливанием крови, но вместе с этим ставила эксперименты над людьми. Внутри Церкви существовали новые организации — Хор, вступивший в контакт с Ибраитас, и Школа Менсиса, обосновавшаяся в деревне Яаар’гул в черте города Ярнам. Эти разные организации желали создать нового Великого — замену неродившемуся Мерго; наиболее честолюбивые члены церкви сами желали превратиться в такую замену. Главе Школы Менсиса Миколашу и его последователям удалось попасть в потустороннее измерение — кошмар, созданный сущностью Мерго, погибшего ребёнка Ярнам. В конце игры персонаж игрока также попадает в это измерение и уничтожает его обитателей — победа над Кормилицей Мерго приводит к окончательной гибели Мерго, дитя Великого Идона и королевы Ярнам.
В финале игры персонаж возвращается в «Сон охотника», и Первый охотник Герман предлагает ему умереть во сне и окончательно пробудиться в реальном мире — согласие открывает для игрока одну из концовок игры, где охота окончена и над городом встаёт солнце. Игрок может по желанию бросить Герману вызов и сразиться со вставшим из инвалидной коляски Первым охотником — после его смерти персонажу откроется ещё один Великий, чудовище под названием Присутствие луны (англ. Moon Presence), которое подчиняет своей воле главного героя, и в этой концовке персонаж игрока занимает место Германа в качестве Первого охотника и наставника новых участников охоты. Если игроку удастся найти в игре особые предметы — «трети пуповины» (англ. One Third of Umbilical Cord) — персонаж окажется в состоянии сразиться не только с Германом, но и с самим Присутствием луны и уничтожить его. В этой секретной третьей концовке герой, убив Присутствие луны, расстаётся с человеческим телом и превращается в маленькое существо — новорождённого Великого.

## Разработка
Разработка игры началась после окончания работы над дополнением к Dark Souls под названием Artorias of the Abyss, выпущенном в августе 2012 года. Тогда был поднят вопрос о создании проекта для консолей нового поколения. Кандидатом на платформу для игры стала PlayStation 4. Таким образом, после заключения договора между Sony, FromSoftware и Хидэтакой Миядзаки началась разработка Bloodborne.
Новая игра никак не связана с предыдущими работами студии, хотя Миядзаки признал, что дизайн некоторых локаций создавался «по мотивам» Demon's Souls. Миядзаки долгое время накапливал идеи механики и дизайна предстоящей игры. Сеттинг Bloodborne, начиная от готической архитектуры времён викторианской эпохи и заканчивая массовой истерией из-за чумы, вдохновлялся историей человечества, при этом сохраняя собственную атмосферу таинственности. Викторианская архитектура воспроизводилась под вдохновением каноничных рассказов о Дракуле.
Жанр игры, по мнению Миядзаки, можно описать как мрачное фэнтези, однако, он уточнил, что при создании игры он совмещал множество идей, присущих разным жанрам, объединённых в единое целое. Одна из них объясняется детской любовью Миядзаки к чтению. Он предпочитал читать книги, которые, по его мнению, были ему не по возрасту. Но именно эти трудности понимания он считал интересными. Постоянное наличие недосказанности и наличие пробелов отразились в характере повествования в его работах.
Наибольшим отличием Bloodborne от предыдущих игр является ускоренный темп боя, что преследует несколько целей. Во-первых, благодаря этому создаётся резкий контраст с предыдущими играми, а во-вторых, Миядзаки хотел натурально погрузить игрока в «охоту в кошмаре», что наиболее ясно отображает суть Bloodborne. Более быстрый темп игры усложняет её, но при этом доставляет больше удовольствия в случае успеха. Но, по мнению продюсера игры Массаки Ямагивы, игра незначительно превышает Dark Souls в плане сложности, так как они хотели создать игру в равной мере «сложно играемой» для всей аудитории игроков.

### Саундтрек
Работа над музыкальным сопровождением к Bloodborne велась рядом японских и приглашённых композиторов: Юка Китамура (ранее работавшая над Dark Souls II), Цукаса Саито, Нобуёси Судзуки совместно с Райаном Амоном, Майклом Вандмахером и Крисом Веласко. В записи саундтрека участвовал оркестр из 65 человек и хор из 32. Релиз саундтрека отдельно от изданий в цифровом формате и на физическом носителе состоялся 21 апреля 2015. Цифровой вариант саундтрека продаётся в различной комплектации: 21 или 25 композиций. Физическое издание продаётся в виде двух дисков.
| №                   | Название                           | Автор(ы)            | Длительность |
| ------------------- | ---------------------------------- | ------------------- | ------------ |
| 1.                  | «Omen»                             | Райан Амон          | 2:06         |
| 2.                  | «The Night Unfurls»                | Райан Амон          | 2:05         |
| 3.                  | «Hunter's Dream»                   | Райан Амон          | 3:34         |
| 4.                  | «The Hunter»                       | Райан Амон          | 3:24         |
| 5.                  | «Cleric Beast»                     | Цукаса Саито        | 3:03         |
| 6.                  | «Blood-Starved Beast»              | Цукаса Саито        | 4:40         |
| 7.                  | «Terror»                           | Крис Веласко        | 3:51         |
| 8.                  | «Watchers»                         | Юка Китамура        | 3:12         |
| 9.                  | «Hail the Nightmare»               | Райан Амон          | 2:56         |
| 10.                 | «Darkbeast»                        | Цукаса Саито        | 4:55         |
| 11.                 | «The Witch of Hemwick»             | Майкл Вандмахер     | 3:41         |
| 12.                 | «Amygdala» (см. также Амигдала)    | Крис Веласко        | 3:30         |
| 13.                 | «Rom, the Vacuous Spider»          | Юка Китамура        | 3:33         |
| 14.                 | «Moonlit Melody»                   | Райан Амон          | 3:29         |
| 15.                 | «The One Reborn»                   | Нобуёси Судзуки     | 3:33         |
| 16.                 | «Micolash, Nightmare Host»         | Майкл Вандмахер     | 3:42         |
| 17.                 | «Of the Phtumerian Line»           | Майкл Вандмахер     | 3:45         |
| 18.                 | «Queen of the Vilebloods»          | Райан Амон          | 3:51         |
| 19.                 | «Soothing Hymn»                    | Райан Амон          | 2:03         |
| 20.                 | «Celestial Emissary»               | Райан Амон          | 2:55         |
| 21.                 | «Ebrietas, Daughter of the Cosmos» | Юка Китамура        | 3:57         |
| 22.                 | «Lullaby for Mergo»                | Райан Амон          | 3:50         |
| 23.                 | «The First Hunter»                 | Цукаса Саито        | 5:10         |
| 24.                 | «Moon Presence»                    | Райан Амон          | 2:44         |
| 25.                 | «Bloodborne»                       | Райан Амон          | 2:36         |
| Общая длительность: | Общая длительность:                | Общая длительность: | 1:11:08      |

## Релиз
Bloodborne вышла эксклюзивно на платформе PlayStation 4 в 2015 году. 24 марта в США, 25 на территории Евросоюза и России, и 26 числа в Японии. Изначально выпуск планировался на 6 февраля, но был перенесён разработчиками, чтобы окончательно доработать игру. Анонс игры состоялся 9 июня 2014 года на выставке «E3 2014» вместе с показом дебютного трейлера. Помимо обычного издания доступно два дополнительных: Bloodborne Collector’s Edition и Bloodborne Nightmare Edition, содержащих дополнительные предметы и аксессуары к игре, а также саундтрек. 24 ноября 2015 года вышло единственное дополнение к игре — Bloodborne: The Old Hunters.

## Реакция
| Сводный рейтинг       | Сводный рейтинг |
| Агрегатор             | Оценка          |
| --------------------- | --------------- |
| GameRankings          | 90,66 %         |
| Metacritic            | 92/100          |
| OpenCritic            | 91/100          |
| Иноязычные издания    |                 |
| Издание               | Оценка          |
| Destructoid           | 9/10            |
| GameSpot              | 9/10            |
| IGN                   | 9,1/10          |
| Polygon               | 9/10            |
| New York Daily News   | [ 32 ]          |
| The Guardian          | [ 33 ]          |
| The Daily Telegraph   | [ 34 ]          |
| Русскоязычные издания |                 |
| Издание               | Оценка          |
| 3DNews                | 10/10           |
| «IGN Россия»          | 8/10            |
| PlayGround.ru         | 9/10            |
| StopGame.ru           | Изумительно     |
| «Игромания»           | 9/10            |
| «Игры Mail.ru»        | 10/10           |
| «Канобу»              | 9/10            |

Bloodborne получила всеобщее признание. На агрегаторе Metacritic игра получила 92 балла на основе 100 рецензий; на Game Rankings — 90,66 % на основе 74 рецензий.

### Русскоязычная пресса
В большинстве рецензий отмечаются те же черты, что характерны для предыдущих работ студии From Software и Хидэтаки Миядзаки: высокая сложность игры и отсутствие подсказок, что дополнительно усиливает эмоции после удачного прохождения босса или локации. Этому повторению даётся разносторонняя оценка: в рецензии от журнала «Игромания» говорится, что копирование и повторение — разные вещи, а от «IGN Россия», что вместе с заимствованием хороших сторон из игры в игру переносятся и негативные черты. Тем не менее, по мнению рецензентов, данный стиль пока остаётся неповторимым почерком Хидэтаки.
Одной из сильных сторон Bloodborne является дизайн локаций и их атмосфера. Город Ярнам, основное место действия, выполнен сочетанием викторианской и готической архитектуры, что значительно выделяет её на фоне других игр. По мнению рецензента «IGN Россия» Сергея Цилюрика, игре пошла на пользу смена тёмного фэнтези Dark Souls на мрачный хоррор, превосходящий даже последние игры серии Resident Evil. Помимо общего дизайна разработчики уделили большое внимание мелочам, поэтому локации даже в тёмных и мрачных местах интересны, а изящная готическая архитектура находится на одном уровне с The Order: 1886 и Assassin’s Creed Unity.
Сражения в Bloodborne во многом сравниваются со стремительным танцем, в котором игроку предстоит проявить мастерство, чтобы подстроиться под темп врага и нанести точный удар, когда оппонент откроется. Добавленная возможность трансформации оружия и в целом возросший темп боёв значительно обогащает их. Но вместе с трансформациями игрока ими обладают и многие боссы, которые к концу сражения могут мутировать и порой стать значительно сильнее. Тем не менее все эти трансформации не отменяют отсутствия «тяжёлых» и «дальнобойных» комплектаций главного героя, что загоняет игрока в рамки. Минусом же, который несколько тормозит темп игры, является долгая загрузка локаций и иногда случающиеся падения частоты кадров в секунду.
В рецензии Ивана Бышонкова от «3DNews» сеттинг Bloodborne описывается как сочетание Ван Хельсинга и творчества Лавкрафта. По мнению рецензента, Хидэтака Миядзаки не встал во главе разработки Dark Souls II, так как вынашивал в голове идеи смеси кошмарного сна и реальности, вдохновляясь творчеством вышеупомянутого автора и атмосферой викторианской эпохи. Используя лишь намёки и обрывки повествования, Bloodborne удаётся погрузить игрока в безумие здешнего мира. Это вряд ли удивит поклонников предыдущих игр Хидетаки, продолжает Иван, но особенностью данной игры является её дизайн, в который вложен колоссальный труд художников From Software. Созданные уровни не только доставляют немалое эстетическое удовольствие, но и погружают в жуткую атмосферу игры.
Игра заняла второе место в номинации «Игра года» по версии журнала «Игромания», а также первое место в номинации «Ужасы года».

### Англоязычная пресса
В рецензии на сайте Polygon от Майкла МакВертора, говорится, что игры From Software всегда стоят особняком от остальных крупных проектов. В их играх отсутствуют многие современные тенденции: например, рассказ истории с помощью кинематографичных роликов или включения системы Quick Time Event в ключевые моменты. Игры не имеют «коридора с хлебными крошками», ведущего игрока сквозь игру. Bloodborne, подобно своим предшественникам, с места бросает игрока в гущу событий, ожидая, что он сам поймёт что к чему. В некоторых случаях игра может отпугнуть новичков своей сложностью, но в целом, по мнению Майкла, Bloodborne является одной из лучших работ From Software и знаменательным достижением, позволяющим уйти от устоев предыдущих игр студии.
Изюминкой Bloodborne, как считает рецензент IGN Бренд Тиррел, является не столько танец из уворотов и резких ударов, которые заставляют игрока находиться на грани возможностей своих рефлексов и выносливости, сколько важность опыта, что показывает важность терпения и умения учесть свои ошибки для самосовершенствования. Единственным же недостатком игры, по мнению рецензента, является не столь же выдающийся успех в графическом плане. Bloodborne имеет множество секретов, присущих играм студии, разгадав которые игрок испытает удовлетворение. В рецензии отмечается, что по своей сути игра является увлекательным, но изнурительным и сложным «спуском вниз в пучину безумия».
В рецензии от GameSpot за авторством Кевина Ван Орда положительным отмечены динамичные и весёлые битвы с боссами и вообще с враждебными персонажами, а также похвалы заслужила история религиозного характера, служащая основой конфликта игры. В игре грамотно соединены локации, что доставляет ещё больше удовольствия от исследования мира. Отдельной похвалы заслужила художественная проработка локаций, персонажей и звуков, записанных для них. Игра, по сравнению с Dark Souls II, бросает более серьёзный вызов, заставляя игрока в прямом смысле вплотную встретить трудности. Превосходно на пользу игры работает созданная атмосфера ужаса, нагнетающая игрока ещё сильнее.
Крис Картер из Destructoid назвал Bloodborne одной из наиболее удачных игр подобного жанра у From Software. В игре хорошо обставлены акценты: главную роль в сражениях играет «голое» мастерство игрока. Помимо этого Bloodborne завлекает игрока интересными персонажами, поставленными задачами и взаимодействием с миром. Тем не менее, по мнению рецензента, атмосфера игры в целом проработана хуже. Также огорчает ограниченность соревновательности в сетевой составляющей игры. Заявленная же разработчиками реиграбельность игры слабо ощутима во время самого прохождения. В целом же, по мнению Криса, Bloodborne — это сочетание всего лучшего, что наработала From Software за свою долгую и успешную работу в индустрии компьютерных игр, по-прежнему заставляя игрока испытывать удовольствие через «собственную кровь».

### Продажи
За первую неделю продаж Bloodborne в Японии было приобретено 152 567 копий игры, заняв первое место по продажам в стране. В Великобритании Bloodborne заняла второе место по продажам, продав 22 500 копий. Также игра заняла второе место по продажам в Северной Америке за март, будучи выпущенной в конце месяца. Игра уступила Battlefield Hardline, который продавался на большем числе платформ. За менее чем две недели после релиза по всему миру было продано больше одного миллиона копий игры. 15 сентября 2015 года, к моменту анонса дополнения The Old Hunters, количество проданных копий составило более двух миллионов экземпляров.

### Награды
Bloodborne была номинирована в восьми категориях на Golden Joystick Awards 2015 и одержала победу в двух: «Лучшая оригинальная игра» и «Лучшая игра на PS4».
Игра также получила Премию Британской Академии в области видеоигр за лучший игровой дизайн.
| Год  | Награда                     | Категория                        | Результат |
| ---- | --------------------------- | -------------------------------- | --------- |
| 2015 | Golden Joystick Awards 2015 | Лучшая оригинальная игра         | Победа    |
| 2015 | Golden Joystick Awards 2015 | Лучшее повествование             | Номинация |
| 2015 | Golden Joystick Awards 2015 | Лучший дизайн                    | Номинация |
| 2015 | Golden Joystick Awards 2015 | Лучший звук                      | Номинация |
| 2015 | Golden Joystick Awards 2015 | Лучший мультиплеер               | Номинация |
| 2015 | Golden Joystick Awards 2015 | Лучший игровой момент            | Номинация |
| 2015 | Golden Joystick Awards 2015 | Игра года                        | Номинация |
| 2015 | Golden Joystick Awards 2015 | Игра года на PS4                 | Победа    |
| 2015 | Global Game Awards 2015     | Игра года                        | Номинация |
| 2015 | The Game Awards 2015        | Игра года                        | Номинация |
| 2015 | The Game Awards 2015        | Лучшая ролевая игра              | Номинация |
| 2015 | The Game Awards 2015        | Лучшее художественное исполнение | Номинация |